# Chiesa della Theotokos Pammacaristos

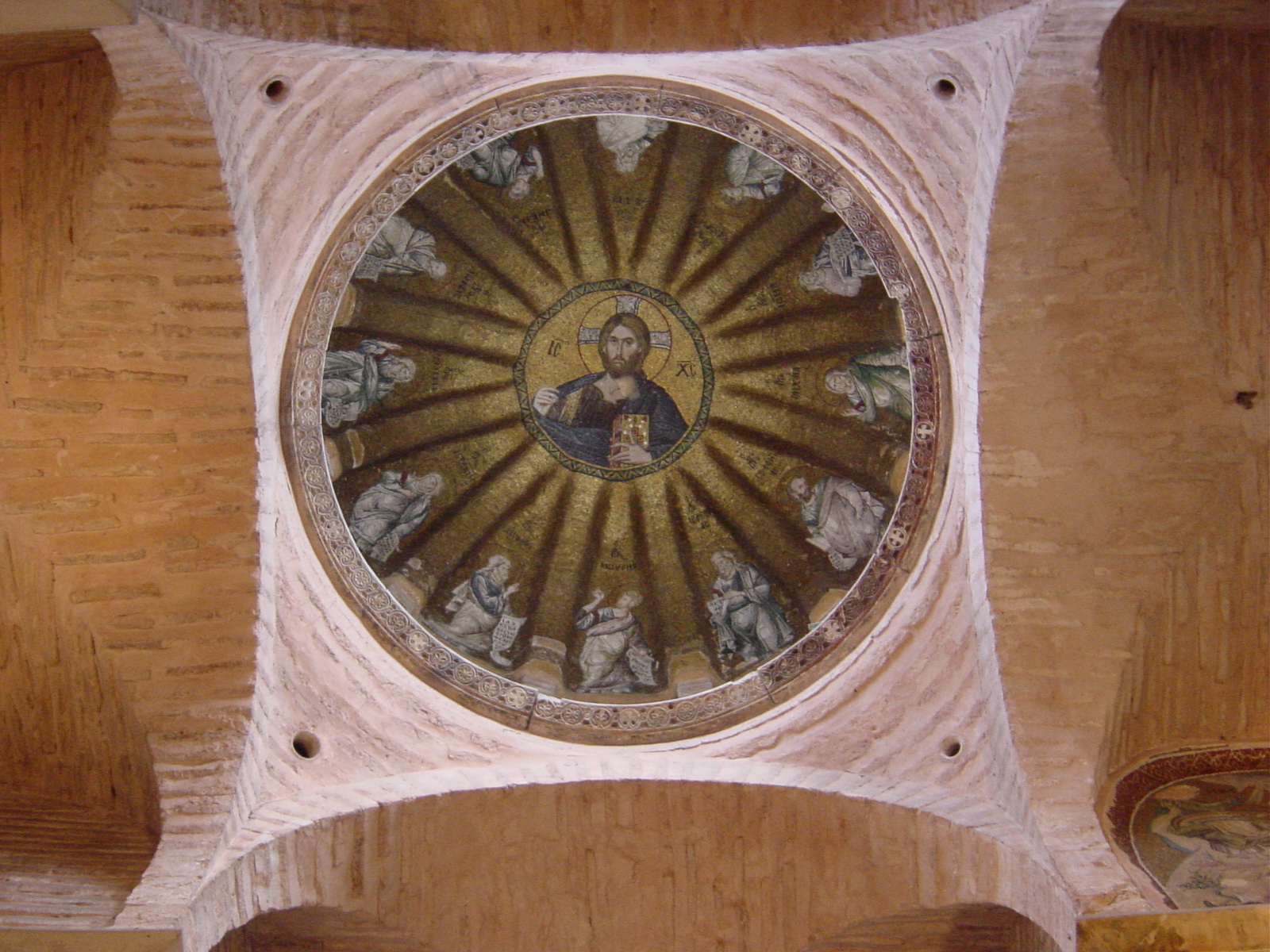
Particolare del Cristo Pantocratore circondato dai profeti dell'Antico Testamento

La chiesa della Theotókos Pammakaristos ("Beata Madre di Dio"), in seguito divenuta moschea e nota come Fethiye Camii, poi trasformata in museo, è oggi in parte riaperta al culto islamico e in parte un museo. Il suo parekklesion è una delle più famose chiese bizantine superstiti di Istanbul, Turchia, e, oltre ad essere uno dei più importanti esempi dell'architettura paleologa di Costantinopoli, conserva il maggior numero di mosaici bizantini a Istanbul dopo Hagia Sophia e la Chiesa di San Salvatore in Chora. La chiesa principale, già sede del patriarcato greco ortodosso dopo l'abbandono della chiesa dei Santi Apostoli, è una moschea.

## Localizzazione
L'edificio si trova nella mahalle di Çarşamba nel distretto di Fatih nella città murata di Istanbul. La Theotokos Pammakaristos sovrasta il Corno d'Oro.

## Storia
Secondo la maggior parte delle fonti, la chiesa nella sua forma attuale fu completata nel XII secolo da Giovanni II Comneno e sua moglie Anna Doukaina. Molti ritengono che l'originaria struttura risalga al tempo di Michele VII Ducas (1071-1078), altri propongono la sua fondazione nel periodo comneno. Differente la proposta del bizantinista svizzero Ernest Mamboury che colloca la costruzione dell'edificio nell'VIII secolo d.C.
La chiesa fu rinnovata nel 1315 in onore del generale e protostruttore dell'imperatore Andronico II Paleologo, Michele Tarchaniote Glabas da sua moglie Marta Glabas, che donò anche il Parekklesion riccamente mosaicato e affrescato (probabilmente come cappella funeraria), che fu aggiunto al lato sud della chiesa.
Dal 1456, dopo la conquista di Costantinopoli da parte degli Ottomani nel 1453, la Chiesa di Pammakaristos divenne la sede dei Patriarchi di Costantinopoli, che poi rimase la sede del Patriarcato fino al 1587. In seguito, dal 1600 la sede del Patriarcato divenne la Cattedrale di San Giorgio.
In questa chiesa venne tenuto il Sinodo Costantinopolitano del 1484, organizzato dal patriarca Simeone I, per disconoscere il Concilio ecumenico di Firenze (1439).
Il sultano ottomano Murad III convertì la chiesa in moschea, rinominandola Fethiye Camii in suo onore dopo la conquista (fetih in turco) della Georgia e dell'Azerbaigian. La maggior parte delle pareti interne sono state rimosse per creare uno spazio interno più grande che soddisfacesse i requisiti della preghiera. Il minareto fu aggiunto solo alla fine del XIX secolo. Il complesso dell'edificio fu restaurato nel 1949. Mentre l'edificio principale continua ad essere usato come moschea, il Parekklesion è diventato un museo.

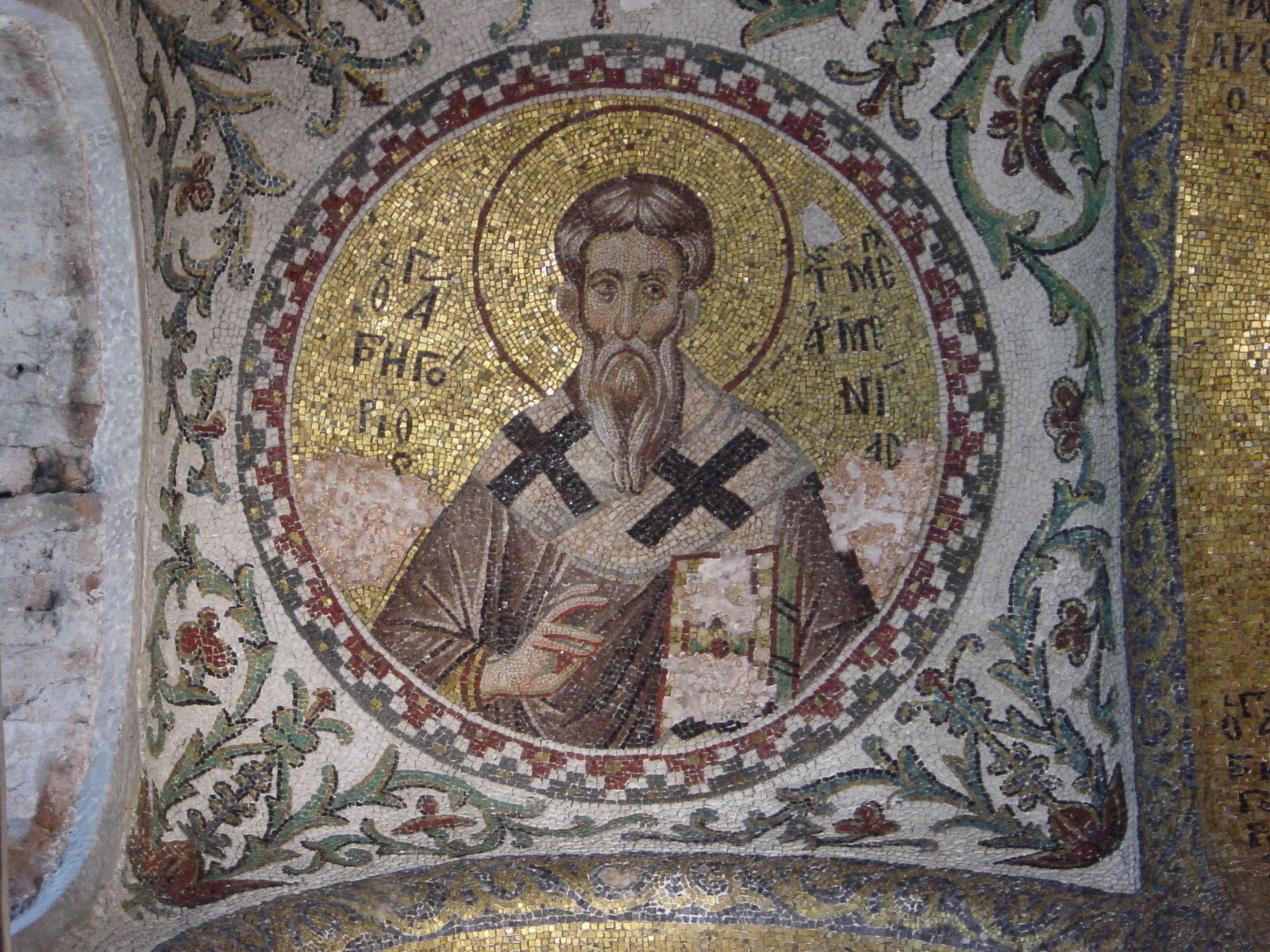
San Gregorio Armeno

## Descrizione
L'antica chiesa del monastero di Pammakaristos era una chiesa circumambulatoria con un navata e un proprio nartece. L'abside in tre parti è stata sostituita da un mihrab.
Nel Parekklesion, un mosaico sotto la cupola principale mostra il Cristo Pantocratore in un cerchio di profeti biblici (Mosè, Geremia, Sofonia, Michea, Gioele, Zaccaria, Abdia, Abacuc, Giona, Malachia, Ezechiele e Isaia). Nell'abside del Parekklesion c'è una deesis, raffigurati sono Gesù Hyperagathos, la Vergine Maria e Giovanni Battista. Il battesimo di Gesù è l'unica rappresentazione scenica completamente conservata nel Parekklesion.

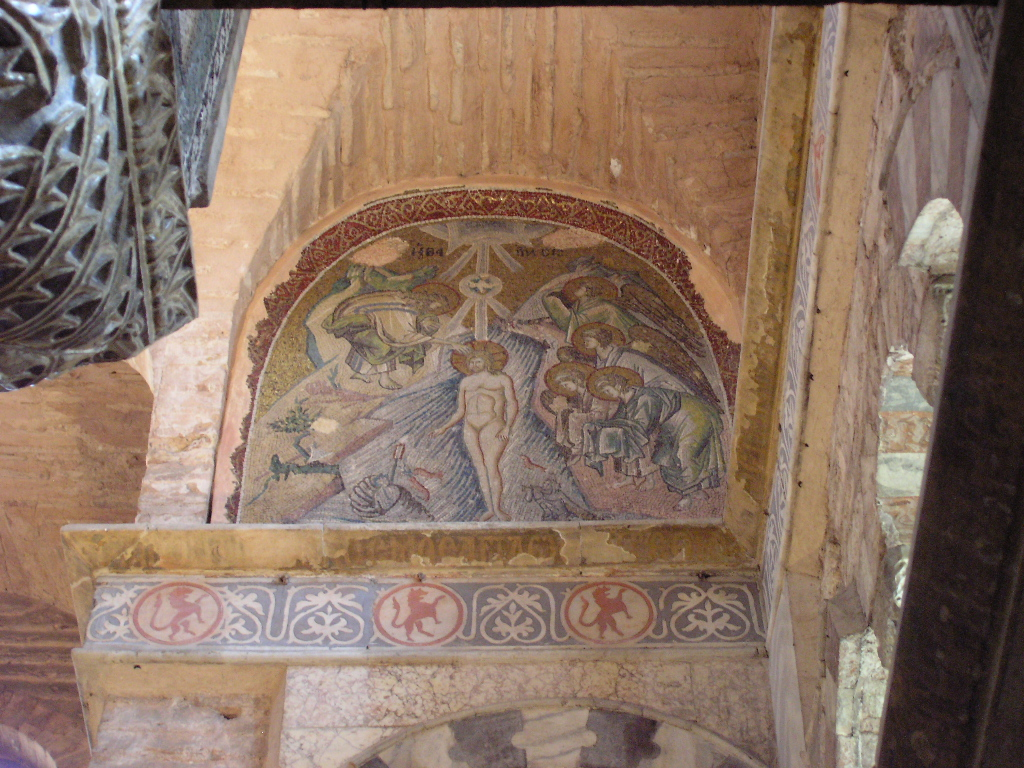
Battesimo di Cristo